# Kleine beukenbladmycena
De kleine beukenbladmycena (Mycena capillaris) is een schimmel behorend tot de familie Mycenaceae. Hij groeit op afgevallen blad in loofbossen op rijke zandgronden.

## Kenmerken

### Uiterlijke kenmerken
Hoed
De hoed heeft een diameter tot 3 mm. De vorm is conisch, halfbolvormig, klokvormig of parabolisch, soms met een verzonken midden wanneer ze rijp zijn. Het hoedoppervlak is gegroefd en doorschijnend gestreept. Het varieert in kleur van lichtgrijs tot wit, soms met een donkerder centrum.
Lamellen
In totaal rijken 6 tot 10 lamellen tot aan de steel. De lamellen zijn smal of vrij breed, in kleur variërend van wit tot witgrijs. De lamelsnede is wit.
Steel
De steel heeft een lengte van 20–40 mm. Hij is zeer dun (draadachtig), meestal gebogen. Het oppervlak is glanzend, zwartachtig of donkergrijs, radiaal bedekt met fibrillen die in kleur variëren van donkerbruin tot zwart.
Geur
Deze paddenstoel is geurloos.

### Microscopische kenmerken
De basidia zijn knotsvormig, 2-sporig zonder franjes of 4-sporig met franjes en meten 17–21 × 6–8,5 µm. De sporen zijn langwerpig, amyloïde en meten 8,5–13,5 × 2,8–4,5 µm. De cheilocystidia vormt een steriele band, knotsvormig of spoelvormig en meten 14–26 × 7–15 µm. Pleurocystidia zijn afwezig. Hyfen in de epidermis van de hoed zijn tot 4–15 µm breed, dicht bedekt met papillen of korte, cilindrische uitgroeiingen. Hyfen van de steel tot 3,5 µm breed, dicht bedekt met korte cilindrische processen tot 2 µm lang. Caulocystidia aan de basis van de steel zijn 5-15 µm breed, knotsvormig, klonterig of bolvormig-onregelmatig.

## Soortgelijke soorten
Mycena capillaris wordt gekenmerkt door zijn kleine formaat, witgrijze hoed, schaarse lamelen, donkere steel (althans bij jongere exemplaren), cheilocystidia en cuticulahyfen bedekt met wratten of korte cilindrische gezwellen, en zijn aanwezigheid op beukenbladeren. Hij lijkt op de witte eikenbladmycena (Mycena polyadelpha), maar verschilt op een aantal punten, zoals de kleur van de hoed en de steel, de aanhechting van lamellen en de breedte van de sporen.

## Ecologie
Hij komt het voor in loof- en gemengde bossen en bosparken. Het groeit op gevallen bladeren, voornamelijk van beuken, minder vaak van eiken.

## Verspreiding
Het is bekend dat deze soort voorkomt in Noord-Amerika en Europa. 
In Nederland komt de kleine beukenbladmycena vrij algemeen voor. Hij is niet bedreigd en staat niet op de rode lijst.